# Винберг, Владимир Карлович
Владимир Карлович Винберг (1836 — январь 1922) — земский деятель, кадет, депутат Государственной думы IV созыва от Таврической губернии.

## Биография
Евангелический лютеранин по вероисповеданию — швед по отцу, остзейский немец по матери. Родился 23 августа (4 сентября) 1836 года. Рано потерял родителей.
Был зачислен в Петербургский[какой?] кадетский корпус. По окончании офицерских классов Лесного и межевого института, с 1856 по 1863 годы служил военным лесничим. Участвовал в Севастопольской военной кампании.
С 1866 года гласный ялтинского уездного земства, затем гласный таврического губернского земства. С 1866 стал членом ялтинской уездной земской управы. В 1872—1881 председатель Таврической губернской земской управы. 24 апреля 1881 внёс в губернское земское собрание предложение обратиться к Александру III с ходатайством о созыве народных представителей. Собрание отклонило это предложение, а Винберг был водворён под гласный надзор полиции в своём имении. В 1900 году он снова был выбран гласным ялтинского уездного и таврического губернского земств, с 1903 года — председатель ялтинской уездной земской управы.
25 октября 1912 года избран в Государственную думу IV созыва от 2-го съезда городских избирателей.  Как старейший по возрасту депутат открывал её первое заседание. Входил в Конституционно-демократическую фракцию; был членом комиссий: по местному самоуправлению, по вероисповедным вопросам, по старообрядческим делам; член Прогрессивного блока.
С 1916 года был членом Таврической учёной архивной комиссии.
После Февральской революции 1917 года находился в Петрограде; был с апреля 1917 года заместителем казначея Временного комитета Государственной думы; участник Государственного совещания (Москва, 12-15 августа 1917). После октябрьской революции жил в Крыму. Не стал эвакуироваться с русской армией генерала П. Н. Врангеля из Севастополя и в сентябре 1921 года был арестован «по подозрению в соучастии в попытке вывоза» из Крыма на шхуне видного крымского общественного деятеля. Умер в заключении от сыпного тифа в январе 1922 года.
Им было издано «Практическое руководство виноградарства и виноделия» (Дерпт : Шнакенбург, 1885. — XVI, 254 с.: 2-е изд., испр. и доп. — С.-Петербург : Издание А. Ф. Девриена : [Типография Императорской Академии наук], 1889. — X, 303 c.; 4-е изд., испр. и доп. — Санкт-Петербург : А. Ф. Девриен, 1904. — XVI, 312 с.).

## Семья
Жена — Леонида Францевна, урождённая Шлейден (1831—1915), дочь ялтинского помещика. Их дети:
- Лидия  (в замужестве Глейбер) (?—1918)
- Леонида (?—1932)
- Ольга (1869—1938), замужем за князем Владимиром  Оболенским, депутатом Государственной Думы I созыва. 21 сентября 1921 года была арестована  «за попытку выехать за границу без разрешения», отправлена в Москву в Лефортовскую тюрьму, освобождена 12 мая 1922 по подписку о невыезде. Эмигрировала к мужу во Францию в 1925 году[5].
- Антонина (1871—1944)
- Константин (8 августа 1873—1921), арестован вместе с отцом, сестрой, невесткой и племянницами по обвинению в подготовке побега за границу, умер в тюрьме.
- Владимир (1874?—?)
- Анатолий (1875—1926), его жена Екатерина Николаевна (урождённая Оболенская), вместе с дочерью Ниной (1900—1984) и сестрой мужа Ольгой и её дочерью Ириной Оболенской (1898—1987) арестована 21 сентября 1921 «за подготовку к побегу за границу». 9 февраля 1922 переведена в Лефортовскую тюрьму в Москве. 15 мая освобождена под подписку о невыезде[6].